# Anna Henkes
Pour les articles homonymes, voir Henkes.
Anna Henkes, née le 24 novembre 1984 à Bassum, est une ancienne joueuse allemande de handball, évoluant au poste d'ailier.

## Clubs
- 2003–2004 :  VfL Oldenburg
- 2004–2006 :  TV Cloppenburg
- 2006–2012 :  VfL Oldenburg

## Palmarès

### En club
- Vainqueur de la coupe Challenge en 2008 avec VfL Oldenburg
- Vainqueur de la coupe d'Allemagne de handball en 2009 et 2012 avec VfL Oldenburg